# Ludovic al III-lea al Bavariei
Ludovic al III-lea al Bavariei (Ludwig Luitpold Josef Maria Aloys Alfried; 7 ianuarie 1845 – 18 octombrie 1921) a fost ultimul rege al Bavariei și a domnit în perioada 1913-1918.

## Primii ani
Ludovic s-a născut la München. A fost fiul cel mare al Prințului Luitpold al Bavariei și a soției lui, Arhiducesa Augusta de Austria (fiica Marelui Duce Leopold al II-lea de Toscana). Provenind din Florența, Augusta a vorbit întotdeauna italiana cu cei patru copii ai ai. Ludovic a fost numit după bunicul său, regele Ludovic I al Bavariei.
Ludovic și-a petrecut primii ani la reședința de la München și la Palatul Wittelsbacher. Când a împlinit zece ani, familia s-a mutat la Palatul Leuchtenberg.  
În 1861, la vârsta de 16 ani, Ludovic a început cariera militară când unchiul său, regele Maximilian al II-lea al Bavariei,  i-a dat comanda unui regiment ca locotenent. Un an mai târziu a intrat la Universitatea din München unde a studiat dreptul și economia. La vârsta de 18 ani, automat a devenit membru al Senatului din legislatura bavareză ca prinț al casei regale.
În 1866 Bavaria a fost aliata Imperiului austriac în Războiul austro-prusac. Ludovic a deținut rangul de Oberleutnant; a fost rănit în Bătălia de la Helmstedt de un glonț în coapsă. 

## Căsătorie și copii

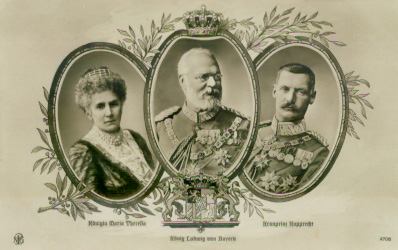
Regele Ludovic al III-lea, soția sa Maria Theresia și fiul lor cel mare, Prințul Rupert.

În iunie 1867, Ludovic a vizitat Viena pentru a participa la funeraliile verișoarei sale, Arhiducesa Mathilda de Austria (fiica surorii tatălui său Prințesa Hildegarde de Bavaria). În timp ce era acolo, Ludovic a întâlnit-o pe verișoara Mathildei, Maria Theresia, Arhiducesă de Austria-Este, care avea 18 ani.
La 20 februarie 1868, la Biserica Sfântul Augustin din Viena, Ludovic s-a căsătorit cu Maria Theresa, singura fiică a arhiducelui Ferdinand Karl Viktor de Austria-Este (1821–1849) și a soției sale, Elisabeth Franziska de Austria (1831–1903).
Până în 1862 unchiul lui Ludovic a domnit ca regele Otto I al Greciei. Deși Otto a fost detronat, Ludovic a rămas în linia de succesiune la tronul Greciei. Dacă ar fi reușit să devină rege al Greciei, ar fi fost necesar ca el să renunțe la biserica romano-catolic și să treacă la ortodoxism.
Prin căsătorie, Ludovic a devenit un bărbat bogat. Maria Theresa a moștenit multe proprietăți de la tatăl ei. Deținea domeniul Sárvár din Ungaria și domeniul Eiwanowitz din Moravia (acum Ivanovice na Hané în Cehia). Veniturile din aceste domenii i-au permis lui Ludovic să achiziționeze o moșie la Leutstetten în Bavaria. De-a lungul anilor, Ludovic a extins moșia din Leutstetten până când aceasta a devenit una dintre cele mai mari și mai profitabile din Bavaria. Uneori, Ludovic a fost criticat ca Millibauer (producător de lactate), datorită interesului său în agricultură.
Deși au menținut ca reședință Palatul Leuchtenberg din München, Ludovic și Maria Theresa au trăit în cea mai mare parte la Leutstetten. Au fost foarte fericiți și devotați iar din căsnicie au rezultat 13 copii:
- Rupprecht, Prinț Moștenitor al Bavariei (1869–1955)
- Adelgunde Marie Auguste Therese, Prințesă de Bavaria (1870–1958). Căsătorită cu Prințul Wilhelm de Hohenzollern-Sigmaringen (1864–1927).
- Maria Ludwiga Theresia, Prințesă de Bavaria (1872–1954). Căsătorită cu Ferdinando, Duce de Calabria (1869–1960); au avut copii.
- Karl Maria Luitpold, Prinț de Bavaria (1874–1927).
- Franz Maria Luitpold, Prinț de Bavaria (1875–1957). Căsătorit cu Isabella Prințesă von Croÿ (1890–1982); au avut copii.
- Mathilde Marie Theresia Henriette Christine Luitpolda, Prințesă de Bavaria (1877–1906). Căsătorită cu Prințul Ludwig de Saxa-Coburg-Kohary.
- Wolfgang Maria Leopold, Prinț de Bavaria (1879–1895)
- Hildegarde Maria Christina Therese, Prințesă de Bavaria (1881–1948)
- Notburga Karolina Maria Theresia, Prințesă de Bavaria (1883, a trăit doar câteva zile)
- Wiltrud Marie Alix, Prințesă de Bavaria (1884–1975). Căsătorită cu Wilhelm, Duce de Urach (1864–1928).
- Helmtrud Marie Amalie, Prințesă de Bavaria (1886–1977).
- Dietlinde Maria Theresia, Josepha Adelgunde Prințesă de Bavaria (1888–1889)
- Gundelinde Maria Josepha, Prințesă de Bavaria (1891–1983). Căsătorită cu Johann Georg Conte von Preysing-Lichtenegg-Moos (1887–1924); au avut copii

După decesul unchiului ei, Francis, în 1875, Maria Theresa a devenit moștenitoare a pretenției iacobite la tronul Angliei și a fost denumită de iacobiți regina Mary a IV și a III-a

## Regent al Bavariei
La 12 decembrie 1912 tatăl lui Ludovic, Luitpold, a murit. Luitpold a fost un participant activ în destituirea nepotului său, regele Ludovic al II-lea al Bavariei și a acționat ca Prinț Regent pentru alt nepot al său, regele Otto al Bavariei. Regele Otto a fost considerat incapabil mental să domnească. 
Ludovic i-a succedat tatălui său ca Prinț Regent. Aproape imediat, au existat anumite elemente în presă și alte grupuri din societate care au solicitat ca Ludovic să fie instalat ca Rege al Bavariei în loc de Prinț Regent. La data de 4 noiembrie 1913, s-a modificat Constituția Bavaria să includă o clauză care precizează că, dacă o regență, din motive de incapacitate a durat zece ani cu nici o speranță ca regele să fie vreodată în stare să domnească, regentul ar putea proclama sfârșitul regenței și demisia coroanei și o astfel de acțiune să fie ratificată de către Parlament.
Acest amendament a primit sprijinul larg al partidului în Camera inferioară unde au fost 122 de voturi pentru și 27 împotrivă. În Senat au fost doar șase voturi împotriva amendamentului. În ziua următoare, la 5 noiembrie 1913, Ludovic a anunțat în Parlament sfârșitul regenței și l-a detronat pe vărul său regele Otto. Parlamentul l-a recunoscut ca rege pe Ludovic ca regele Ludovic al III-lea al Bavariei.

## Rege al Bavariei

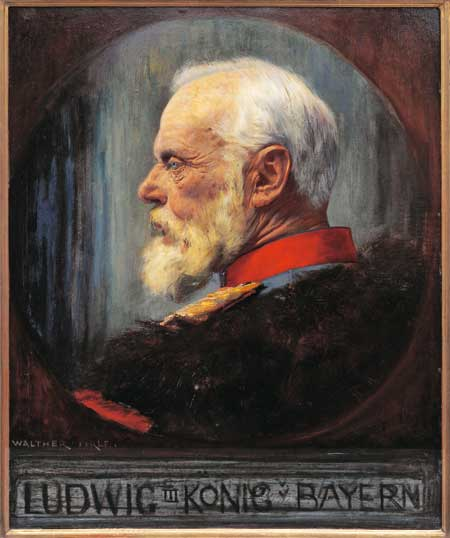
Ludovic al III-lea în 1914.

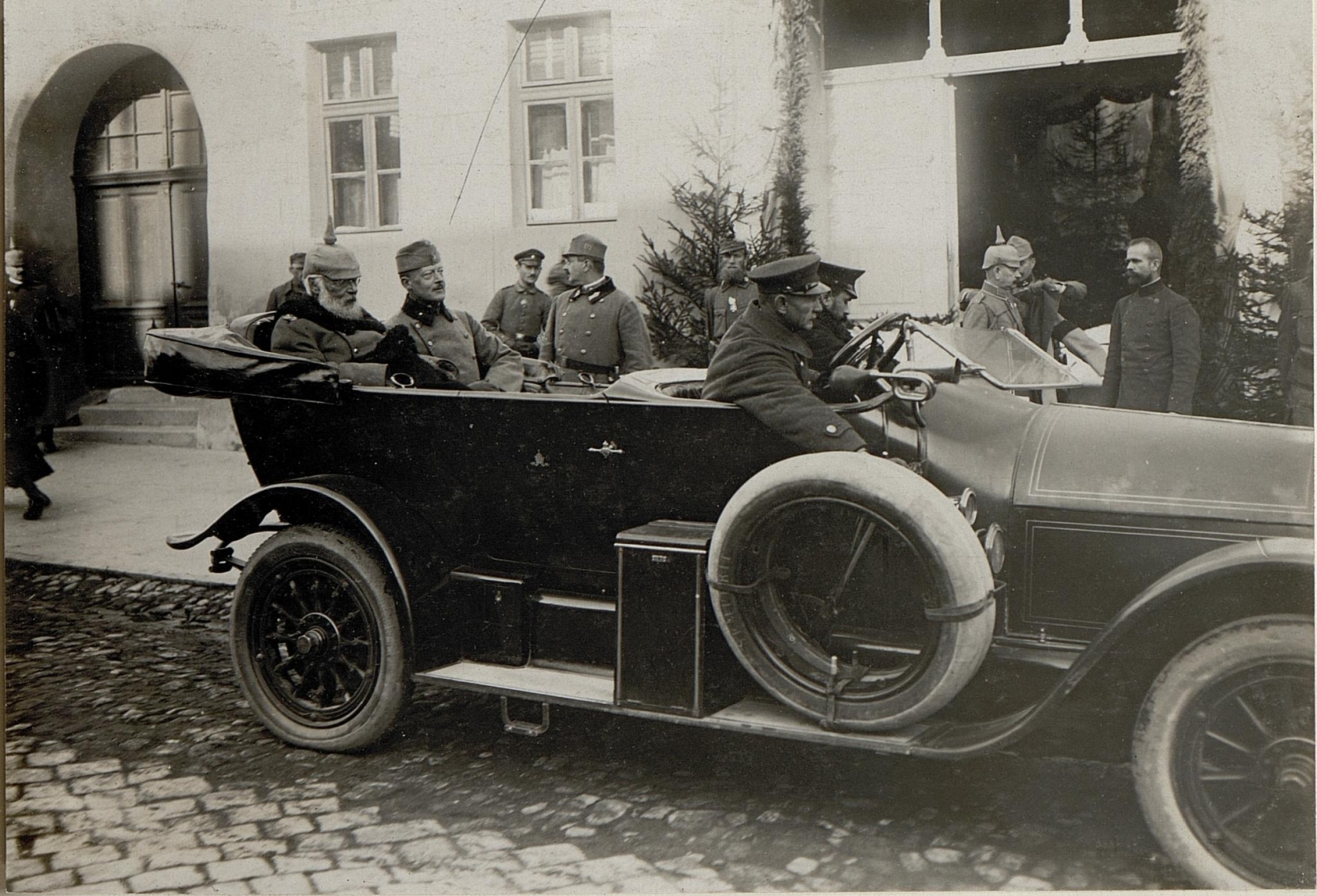
Regele Ludovic al III-lea și Leopold Berchtold la cartierul general al arhiducelui Carol I din Sighișoara, 7 noiembrie 1916.

Scurta domnie a lui Ludovic a fost conservatoare și influențată de enciclica socială Rerum novarum. Primul ministru Georg von Hertling numit de Luitpold în 1912, a rămas în funcție.
La izbucnirea Primului Război Mondial în 1914, Ludovic a trimis un oficial la Berlin pentru a exprima solidaritatea Bavariei. Mai târziu, Ludovic chiar a pretins anexiuni pentru Bavaria (Alsacia și orașul Anvers, în Belgia, pentru a primi un acces la mare). 
În 1917, când situația din Germania s-a înrăutățit treptat, Hertling a devenit cancelarul german și prim-ministru al Prusiei iar [Otto Ritter von Dandl]] a fost numit ministru de stat al Casei Regale și a Exteriorului și președinte al Consiliului de Miniștri la 11 noiembrie 1917, un echivalent al titlului de prim-ministru al Bavariei. Acuzat că a arătat loialitate oarbă Prusiei, Ludovic a devenit tot mai nepopular în timpul războiului. Pe măsură ce războiul se apropia de sfârșit, revoluția germană din 1918-1919 a izbucnit în Bavaria. La 7 noiembrie 1918, Ludovic a fugit de la reședința sa din München împreună cu familia sa. El a fost primul dintre monarhii detronați în Imperiul German în urma războiului.
La 12 noiembrie 1918, prim-ministrul Dandl s-a dus la Palatul Anif, lângă Salzburg, pentru a se vedea cu regele și de a obține ceea ce este cunoscut sub numele de Anifer Erklärung (Declarația Anif) în care regele a eliberat pe toți oficialii guvernamentali, soldați și ofițeri civili de jurământul depus, dar nu a făcut nici o declarație de demisie.
Guvernul republican nou-format condus de Kurt Eisner a interpretat acest lucru ca o abdicare. Declarația a fost publicată de guvernul Eisner când Dandl a revenit la München a doua zi; interpretarea aceasta, oarecum ambiguă, a dus la căderea Casei de Wittelsbach..

## Exilul
Ludovic al III-lea s-a întors în Bavaria. Soția sa Maria Theresia a murit la 3 februarie 1919 la Castelul Wildenwart. 
În februarie 1919, Eisner a fost asasinat; temându-se că ar putea fi victima unei contra-asasinat, Ludovic a fugit în Ungaria, mai târziu în Liechtenstein apoi în Elveția. S-a întors în Bavaria, în aprilie 1920 și a trăit la Castelul Wildenwart. Acolo a rămas până în septembrie 1921 când a plecat spre castelul său din Sárvár în Ungaria. A murit la Castelul Nádasdy la 18 octombrie 1921 la vârsta de 76 de ani.
La 5 noiembrie 1921 corpul i-a fost mutat la München alături de soția sa. I s-au făcut funeralii de stat și a fost înmormântat în cripta bisericii Frauenkirche din München.